# Selaginella shakotanensis
Selaginella shakotanensis là một loài dương xỉ trong họ Selaginellaceae. Loài này được Franch. ex Takeda Miyabe & Kudô mô tả khoa học đầu tiên.